# بريكويلو (كامبريدجشير)
بريكويلو (بالإنجليزية: Prickwillow)‏ هي قرية تقع في المملكة المتحدة في إنجلترا. يقدر عدد سكانها بـ 440 نسمة .